# El derecho de vivir en paz (canción)
«El derecho de vivir en paz» es el sexto sencillo oficial del cantautor chileno Víctor Jara como solista. La canción fue escrita por Víctor Jara en 1969, mientras trabajaba en el montaje de “Vietrock”, obra de la dramaturga Megan Terry. Fue lanzado en 1971 por el sello Jota Jota (posteriormente DICAP) y pertenece al álbum El derecho de vivir en paz editado ese mismo año.
«El derecho de vivir en paz» es una canción protesta contra la sangrienta intervención estadounidense en la guerra de Vietnam. En su grabación, realizada en Santiago en los estudios RCA, el tema contó con la colaboración de diversos músicos, incluyendo a Patricio Castillo, Celso Garrido-Lecca, Inti Illimani y Los Blops.
Su estreno en vivo se realizó en 1971, en el Teatro Marconi (hoy Teatro Nescafé de las Artes).

## Análisis musical
Se considera una de las canciones de mayor innovación y de absoluto corte experimental en la obra de Jara. Como prueba de este ánimo, el cantante se atreve a juntar las guitarras eléctricas y el órgano de Los Blops con un sonido siempre ligado a las raíces. La pieza que parte con una introducción de tiple, poco a poco suma al resto de los instrumentos. En la base musical, también se incorpora un bajo eléctrico y batería, instrumentos inusuales en la música del artista. 
Si bien en cuanto a su métrica es un tema enmarcable propiamente en el folclor chileno, ya en su forma ascendente la canción remite a lo mejor de la psicodelia inglesa: pastoral y urbana al mismo tiempo.

## Otras versiones
El tema ha sido objeto de varias reversiones a través de los años. 
- El grupo japonés SOUL FLOWER UNION, de osaka, grabó una rendición en vivo en el año 1998. [11]

- El grupo fusión Apus Jazz Bank grabó una versión del tema para su álbum Apus en el año 2000.[12]
- La canción fue incorporada por el grupo chileno Los Bunkers como un bonus track en la reedición de su primer disco Los Bunkers en el año 2001. El tema fue grabado en vivo en las Raras Tocatas Nuevas de Radio Rock & Pop.
- El grupo Fermin Muguruza eta Dut grabó una versión de la canción para el disco Tributo Rock a Víctor Jara, editado por el sello Alerce el año 2001.
- La banda de música tradicional gallega Luar na Lubre incluyó una versión del tema en su disco Espiral, publicado en 2002.
- Francesca Ancarola grabó una versión del tema para su álbum Lonquén, editado en el año 2006.[13]
- La canción fue incorporada en la obra Víctor Jara Sinfónico, un álbum tributo de la Orquesta Sinfónica de la Universidad de Concepción, lanzado en el año 2008.
- Claudia Acuña grabó una versión del tema para su álbum En este momento, editado en el año 2009.[14]
- El cantante argentino Bruno Arias grabó una versión de la canción para su disco El derecho de vivir en paz, editado en 2016.[15]

### Versiones en Chile
En el marco de las masivas protestas ocurridas en Chile en octubre de 2019, más de 20 músicos chilenos (agrupados bajo el nombre de Músicos de Chile) recrearon una nueva versión del tema, incorporando en el texto de la canción algunas de las demandas ciudadanas.
La realización de una nueva versión de la canción surgió como una iniciativa iniciada por la Fundación Víctor Jara junto con la viuda del músico y presidenta de la fundación, Joan Jara, como una respuesta frente a la militarización de las ciudades por parte del gobierno y la violencia que ejercieron tanto el ejército de Chile y Carabineros contra los manifestantes durante los meses de protesta y también como una forma de expresar los deseos de generar cambios estructurales en el sistema del país.

#### Personal

##### Voces
| - Francisca Valenzuela - Cami - Gepe - Camila Moreno - La Moral Distraída | - Fernando Milagros - Mon Laferte - Denisse Malebrán - Benjamín Walker - Fernando Milagros | - Pedropiedra - C-Funk - Kanela (Noche de Brujas) - Alonso "Pollo" González (Santaferia) - Lalo Ibeas (Chancho en Piedra) | - Consuelo Schuster - Augusto Schuster - Gianluca - Princesa Alba - Tommy Boysen | - Joe Vasconcellos - Roberto Márquez (Illapu) - Nano Stern - Javiera Parra - Eli Morris | - Fran Straube (Rubio) - Mariel Mariel - Paz Court - Manuel García |

##### Músicos adicionales
- Juan Ángel: Acordeón
- Danilo Donoso: Percusiones
- Eduardo Iensen: Charango, guitarra acústica, guitarra eléctrica
- Pablo Jara: Guitarra acústica
- Macarena Nieto: Interpretación en lengua de señas
- Ángel Parra: Guitarra eléctrica
- Nano Stern: Tiple, violines
- Valentín Trujillo: Bajo, metalófono, sintetizador
- Pedro Villagra: Quena, saxofón
- La Moral Distraída: Bronces